# Jean-René Germanier
Pour les articles homonymes, voir Germanier.
Jean-René Germanier, né le 18 décembre 1958 à Sion, est une personnalité politique suisse, membre du Parti libéral-radical.

## Biographie
Fils de Francis Germanier, Jean-René est diplômé ingénieur œnologue HES et reprend à 23 ans l'entreprise viticole familiale.
Parmi les différents mandats publics qu'il a assurés, il est en particulier Président de la chambre valaisanne d'Agriculture durant 13 ans, membre du comité de l'Union suisse des paysans, membre du comité de la Fédération suisse du tourisme, président pendant 10 ans de VINEA et, membre du conseil de fondation de l'institut de recherche IDIAP à Martigny.
Il a également été président de Migros Valais, membre du conseil d'administration de SEBA S.A Eaux minérales à Aproz et membre du conseil d'administration de Veuthey & Cie Martigny.
Sur le plan politique, il commence sa carrière comme vice-président des jeunesses radicales valaisannes et vice-président du législatif communal.
Élu au Parlement fédéral en décembre 2003, il a été nommé responsable de la politique agricole par son parti et le groupe radical-libéral lui a confié la responsabilité du dossier PA 2011 dans lequel il a joué un rôle déterminant pour une politique offensive du PRD en faveur des paysans.
Il siège dans la commission des transports et des télécommunications et dans la commission de l'économie et des redevances. Le 29 novembre 2010, il est élu, pour une année, président du Conseil national.
Il n'est pas réélu lors des élections fédérales de 2015, qu'il perd au profit de Philippe Nantermod.